# Paepalanthus dichotomus
Paepalanthus dichotomus là một loài thực vật có hoa trong họ Eriocaulaceae. Loài này được Klotzsch ex Körn. mô tả khoa học đầu tiên năm 1863.